# Anticappella
Anticappella è stato un progetto eurodance italiano fondato da Gianfranco Bortolotti nel 1991 e rimasto in attività fino al 1998.

## Storia
L'esordio nella scena eurodance degli Anticappella è avvenuto nel 1991 con la pubblicazione del singolo 2√231, che ha raggiunto la 24ª posizione della Official Singles Chart britannica. È stato seguito nello stesso anno da Every Day, che si è fermato al 45º posto. Nel 1994 il complesso ha piazzato in classifica altri due singoli: Move Your Body (21º posto) ed Express Your Freedom (31º posto). Un doppio singolo contenente remix di 2√231 e Move Your Body è stato il suo ultimo ingresso in classifica, fermandosi al 54º posto nel 1996. Il loro album eponimo è uscito nello stesso anno. Si sono sciolti nel 1998, ma nel 2009 sono brevemente tornati in attività con la pubblicazione di sei nuovi singoli.

## Discografia

### Album in studio
- 1996 – Anticappella

### Singoli
- 1991 – 2√231
- 1991 – Every Day
- 1992 – Movin' to the Beat
- 1993 – I Wanna Love You
- 1994 – Move Your Body
- 1994 – Express Your Freedom (feat. MC Fixx It)
- 1998 – Get Faster
- 2009 – Baby Today
- 2009 – Deep (feat. Zeitia)
- 2009 – I Want Your Love
- 2009 – I Need a Hero
- 2009 – I Need to Tell Everybody
- 2009 – Bring Me Down